# توماس مالدونادو سيرا
توماس مالدونادو سيرا (من مواليد 1971)، هو مغتصب كولومبي وقاتل متسلسل. نشأ لقبه من حقيقة أنه بعد قتل ضحاياه قام بتمييزهم برموز شيطانية. اغتُصب معظم الضحايا وقتلوا فيما بعد عن طريق الضربات في الرأس واستخدام الأسلحة الحادة. تم القبض عليه في 2019 ويواجه حاليًا المحاكمة.

## الجرائم
وقعت جرائم القتل بين عامي 2002 و2018. ضحيته الأولى كان رولاندو روميرو روميرو الذي طعن 25 طعنة وحفر الحرف "Z" على جبينه. وكان الآخرون رجالًا ونساءً، والعديد منهم أعضاء في مجتمع المثليين.
وقعت كل هذه الأحداث في أماكن نائية ومقفرة في بارانكيا. وكانت آخر ضحية له هي بريندا باجارو، وهي امرأة عاشت في المدينة وعثر عليها في مكان منعزل في حي ميرامار في المنطقة التاريخية الشمالية الوسطى. يُعتقد أنها قُتلت في تاريخ اختفائها 25 يوليو 2018.

## الطقوس والرمزية
طبقاً لتحقيقات السلطات فقد بترت بعض جثث معظم الضحايا الذين قتلوا على يد سيرا، ونقشت عليها عبارة "إشارة فور"، وهو قول كان يستخدم في السابق لاستدعاء الآلهة. كما تم عرض النجوم والأشكال السداسية الأخرى على الجثث، حيث تم استخدام الأخيرة في العصور القديمة للطقوس والممارسات السحرية، بالإضافة إلى النجمة الخماسية أو النجم الخماسي المقلوب. في الأماكن التي تم العثور عليها تم العثور على كتابات ورموز شيطانية في الرمال.
قُتل معظم الضحايا قبل 31 أكتوبر وهو تاريخ الاحتفال بعيد الهالوين.